# Il bravo
Il bravo o Il bravo, ossia La Veneziana és una òpera en tres actes de Saverio Mercadante sobre un llibret de Gaetano Rossi i Marco Marcelliano basat al seu torn en la novel·la de James Fenimore Cooper de 1831 The Bravo. Es va estrenar al teatre de La Scala de Milà el 9 de març de 1839. i posteriorment es representar a tota Itàlia i a l'estranger. L'òpera encara s'estava representant i gravant ocasionalment al segle xx. i va ser aclamat com un "emocionant redescobriment" quan va ser organitzat pel Festival de Wexford el 2018.
L'argument és una història dramàtica situada al segle xviii a Venècia. Fou la tercera òpera representada al Liceu l'any de la seva inauguració (1847).
L'11 de març de 1837, a La Scala, Mercadante havia estrenat el seu treball més famós, Il giuramento. Les següents òperes foren Le due illustre rivali, Elena da Feltre, La vestale i sobretot Il bravo, que va obtenir un brillant triomf a La Scala amb 40 funcions seguides.

## Altres compositors
El compositor llombard Marco Aurelio comte de Marliani, també va compondre una òpera amb aquest mateix nom.